# Hydrocyphon rectangulus
Hydrocyphon rectangulus es una especie de coleóptero de la familia Scirtidae.

## Distribución geográfica
Habita en Argelia.